# Фінал кубка Англії з футболу 1961
Фінал кубка Англії з футболу 1961 — 80-й фінал найстарішого футбольного кубка у світі. Учасниками фіналу були «Тоттенгем Готспур» і «Лестер Сіті». Володарем кубкового трофею став «Тоттенгем Готспур».

## Шлях до фіналу
| «Тоттенгем Готспур» | «Тоттенгем Готспур» | «Тоттенгем Готспур»                     | Раунд           | «Лестер Сіті»     | «Лестер Сіті» | «Лестер Сіті»                                                                                                   |
| ------------------- | ------------------- | --------------------------------------- | --------------- | ----------------- | ------------- | --- |
| Суперник            | Результат           | Матчі                                   |                 | Суперник          | Результат     | Матчі |
| «Чарльтон Атлетік»  | 3—2                 | 3—2 вдома                               | Третій раунд    | «Оксфорд Юнайтед» | 3—1           | 3—1 вдома |
| «Кру Александра»    | 5—1                 | 5—1 вдома                               | Четвертий раунд | «Бристоль Сіті»   | 5—1           | 5—1 вдома |
| «Астон Вілла»       | 2—0                 | 2—0 на виїзді                           | П'ятий раунд    | «Бірмінгем Сіті»  | 3—2           | 1—1 на виїзді, 2—1 вдома (перегравання)                                                                         |
| «Сандерленд»        | 6—1                 | 1—1 на виїзді, 5—0 вдома (перегравання) | Шостий раунд    | «Барнслі»         | 2—1           | 0—0 вдома, 2—1 на виїзді (перегравання)                                                                         |
| «Бернлі»            | 3—0                 | 3—0 на нейтральному полі                | 1/2 фіналу      | «Фулгем»          | 3—2           | 0—0 на нейтральному полі, 0—0 (дч) на нейтральному полі (перегравання), 2—0 на нейтральному полі (перегравання) |

## Матч
| 6 травня 1961 |

| Тоттенгем Готспур   | 2:0      | Лестер Сіті |
| ------------------- | -------- | ----------- |
| Сміт 66' Дайсон 75' | Протокол |             |

| Вемблі, Лондон Глядачів: 100 000 Арбітр: Джон Келлі |

|  |  |

|                  |  |                       |  |
|                  |  |                       |  |
| В                |  | Білл Браун            |  |
| З                |  | Пітер Бейкер          |  |
| З                |  | Рон Генрі             |  |
| З                |  | Моріс Норман          |  |
| ПЗ               |  | Денні Бланчфлауер (к) |  |
| ПЗ               |  | Дейв Макай            |  |
| ПЗ               |  | Джон Вайт             |  |
| ПЗ               |  | Кліфф Джонс           |  |
| Н                |  | Боббі Сміт            |  |
| Н                |  | Лес Аллен             |  |
| Н                |  | Террі Дайсон          |  |
| Головний тренер: |  |                       |  |
| Білл Ніколсон    |  |                       |  |

|                  |  |                 |  |
|                  |  |                 |  |
| В                |  | Гордон Бенкс    |  |
| З                |  | Лен Чалмерс     |  |
| З                |  | Річі Норман     |  |
| ПЗ               |  | Іан Кінг        |  |
| ПЗ               |  | Френк Маклінток |  |
| ПЗ               |  | Колін Еплтон    |  |
| Н                |  | Говард Райлі    |  |
| Н                |  | Джиммі Волш (к) |  |
| Н                |  | Х'югі Макілмойл |  |
| Н                |  | Кен Кейворт     |  |
| Н                |  | Алберт Чісбро   |  |
| Головний тренер: |  |                 |  |
| Метт Гілліс      |  |                 |  |